# Internazionali d'Italia 1970 - Singolare femminile
Il singolare femminile del torneo di tennis Internazionali d'Italia 1970, facente parte dei Tornei di tennis femminili indipendenti nel 1970, ha avuto come vincitrice Billie Jean King che ha battuto in finale Julie Heldman con il punteggio di 6–1, 6–3.

## Teste di serie
1. Billie Jean King (Campionessa)
2. Julie Heldman (finale)
3. Kerry Melville (secondo turno)
4. Virginia Wade (semifinali)

1. Karen Krantzcke (quarti di finale)
2. Rosie Casals (quarti di finale)
3. Françoise Dürr (quarti di finale)
4. Judy Dalton (secondo turno)

## Tabellone

### Legenda
| - Q = Qualificato - WC = Wild card - LL = Lucky loser | - ALT = Alternate - SE = Special Exempt - PR = Protected Ranking | - w/o = Walkover - r = Ritirato - d = Squalificato |

### Fase finale
|  | Quarti di finale | Quarti di finale | Quarti di finale | Quarti di finale | Quarti di finale |  |  | Semifinali       | Semifinali       | Semifinali    | Semifinali    | Semifinali    |   |   | Finale           | Finale           | Finale           | Finale | Finale |  |
|  |                  |                  |                  |                  |                  |  |  |                  |                  |               |               |               |   |   |                  |                  |                  |        |        |  |
|  | 1                | Billie Jean King | 1                | 6                | 6                |  |  |                  |                  |               |               |               |   |   |                  |                  |                  |        |        |  |
|  |                  | Helga Niessen    | 6                | 2                | 4                |  |  | Billie Jean King | Billie Jean King | 3             | 7             | 6             |   |   |                  |                  |                  |        |        |  |
|  | 4                | Virginia Wade    | Virginia Wade    | 9                | 6                |  |  | Virginia Wade    | Virginia Wade    | 6             | 5             | 3             |   |   |                  |                  |                  |        |        |  |
|  | 5                | Karen Krantzcke  | Karen Krantzcke  | 7                | 3                |  |  |                  |                  |               |               |               |   |   | Billie Jean King | Billie Jean King | Billie Jean King | 6      | 6      |  |
|  | 6                | Rosie Casals     | 9                | 4                | 1                |  |  |                  |                  | Julie Heldman | Julie Heldman | Julie Heldman | 1 | 3 |                  |                  |                  |        |        |  |
|  |                  | Pat Walkden      | 7                | 6                | 6                |  |  | Pat Walkden      | Pat Walkden      | 4             | 6             | 6             |   |   |                  |                  |                  |        |        |  |
|  | 2                | Julie Heldman    | Julie Heldman    | 6                | 6                |  |  | Julie Heldman    | Julie Heldman    | 6             | 3             | 8             |   |   |                  |                  |                  |        |        |  |
|  | 7                | Françoise Dürr   | Françoise Dürr   | 1                | 3                |  |  |                  |                  |               |               |               |   |   |                  |                  |                  |        |        |  |